# Chen Cheng
Chen Cheng (chiń. upr. 陈诚; chiń. trad. 陳誠; pinyin Chén Chéng; Wade-Giles Ch’en Ch’eng; ur. 4 stycznia 1897, zm. 5 marca 1965) – chiński polityk i wojskowy, bliski współpracownik Czang Kaj-szeka.

## Życiorys
Urodził się we wsi Gaoshi w powiecie Qingtian w prowincji Zhejiang jako syn posiadacza ziemskiego. W latach 1918–1922 kształcił się na akademii wojskowej w Baoding, w 1920 roku wstąpił do Kuomintangu. Od 1924 roku wykładał w Akademii Whampoa, gdzie poznał Czang Kaj-szeka.
Podczas ekspedycji północnej dowodził własnym oddziałem, za zasługi wojenne został w 1927 roku awansowany do stopnia generała brygady. Po rozpoczęciu przez Czang Kaj-szeka w 1927 roku kampanii przeciwko komunistom przeprowadził ataki na ich bazy w prowincji Jiangxi. W 1936 roku został wysłany do prowincji Shanxi, gdzie w toku walk zadał komunistom ciężkie straty. 
W trakcie wojny chińsko-japońskiej w latach 1937–1945 dowodził oddziałami walczącymi w prowincji Hubei, organizował obronę Chongqingu. W 1939 roku rozbił wojska japońskie w bitwie pod Changsha. W grudniu 1944 roku został powołany na stanowisko ministra wojny. Po wznowieniu w 1946 roku chińskiej wojny domowej oddelegowany do Mandżurii, gdzie bezskutecznie walczył z siłami komunistycznymi. Na początku 1948 roku ze względu na ciężkie dolegliwości żołądkowe zrezygnował z dowództwa.
Na początku 1949 roku został mianowany gubernatorem prowincji Tajwan z zadaniem przygotowania wyspy na ewakuację rządu Republiki Chińskiej. 20 maja 1949 roku wprowadził na Tajwanie stan wyjątkowy, trwający aż do 1987 roku.
W latach 1950–1954 i 1958–1963 piastował urząd premiera. Jako szef rządu działał na rzecz wzmocnienia gospodarki Tajwanu, w 1952 roku przeprowadził reformę rolną. Od 1954 do swojej śmierci w 1965 roku był także wiceprezydentem Republiki Chińskiej. Zmarł w Tajpej na raka wątroby.
Jego synem jest Chen Li-an, polityk tajwański, kandydat na urząd prezydenta w 1996 roku.